# Elena din Avalor
Elena din Avalor este un serial animat american, care a debutat la Disney Channel. În România premiera a avut loc la data de 29 octombrie 2016, pe Disney Channel România.
Coloana sonoră în limba română este interpretată de cunoscuta cântăreață Elena Gheorghe.

## Poveste
Prințesa Elena este o adolescentă încrezătoare și sufletistă, care a salvat regatul magic Avalor de o vrăjitoare rea. Cu ajutorul familiei și prietenilor, ea trebuie să conducă acum regatul ca Prințesă încoronată, până când va avea vârsta necesară pentru a fi regină. Elena din Avalor este o poveste magică de aventură care o prezintă pe Elena în călătoria sa spre a deveni o regină curajoasă, puternică și plină de compasiune.

## Personaje
- Prințesa Elena - este îndrăzneața și miloasa Prințesă regentă a regatului fermecat Avalor. După moartea părinților ei la mainile vrăjitoarei Shuriki, ea a fost închisă într-o amuletă magică timp de 41 de ani. Dar acum că a fost eliberată și cu Shuriki alungată, ea este noua conducătoare de drept a regatului, dar mai are multe de învățat despre ce înseamnă a fi un bun conducător. Ea are doar 16 ani în ciuda timpului petrecut în amuletă și are parte de tot felul de aventuri care o ajută să se formeze. Datorită magiei din amuletă, ea are diverse puteri magice precum faptul că poate vedea spirite animale sau că sceptrul ei regal poate crea lumină sau trage cu trăsnete puternice.
- Prințesa Isabel - este sora mai mică a Elenei, cu care are o relație foarte strânsă. Ea este foarte inteligentă și un inventator talentat.
- Francisco și Luisa - sunt bunicii iubitori și susținători ai Elenei, care o ajută în călătoria ei de a deveni regină.
- Migs, Luna și Skylar - sunt trei creaturi magice numite Jaquini, care arată ca niște leoparzi cu aripi. Ei ajută pe Elena în cateva din aventurile ei. Toții Jaquini provin din tăramul magic numit Vallestrelia, unde oamenii nu au voie să vină. Skylar este unul dintre prietenii cei mai apropiați ai Elenei, precum și fiul fiul Regelui Jaquinilor, Verago, și are un frate mai mic pe nume Nico.
- Gabe - este un membru în devenire din Garda Regală și un bun prieten al Elenei, care ar apăra-o cu orice preț. În secret îi place de Elena.
- Zuzo -  este un spirit animal care o sfătuiește pe Elena și face legătura dintre lumea oamenilor și cea a spiritelor.
- Mateo - este un vrăjitor regal în formare și un prieten apropiat al Elenei. El este nepotul fostului vrăjitor regal, Alacazar.
- Naomi - este cea mai bună prietenă a Elenei care a crescut pe mare.
- Cancelarul Esteban - este cancelarul din Avalor și vărul Elenei. Deoarece nu a fost supus niciunei fel de magie, el are acum aproape 50 de ani. În secret, el a ajutat-o pe Shuriki să invadeze Avalorul, iar acum încearcă să țină acest lucru secret, considerand că ceilalți îl vor respinge. El dorește să arate că Elena nu este încă pregătită să conducă, ci el. Dar, chiar și așa, ține la ea și îi este mai mereu alături.
- Armando - este un servitor care face treabă prin castel și este puțin cam aerian și sperios.

## Personaje secundare
- Căpitanul Daniel Turner și Căpitanul Scarlet Turner - sunt părinții iubitori ai lui Naomi. Daniel este căpitanul portului din Avalor, în timp ce Scarlet este căpitan de corabie și călătorește pe mare mai mereu.
- Higgins - este un membru al Gărzii Regale care adesea are rolul de asistent al Cancelarului Esteban.
- Dona Paloma - este șefa pieței de comerț din Avalor, considerată de mulți drept cel mai important lider economic din Avalor. Ea deține un magazin cu de toate, de la alimente la cele mai bune suvenire din tot Avalorul.
- Raymundo și Melinda
- Julio și Carmen - sunt 2 frați gemeni și proprietarii Cafenelei Angelica. Elena îi ajută să-și păstreze restaurantul, la rugămințile fantomei bunicii lor (în episodul "O zi de ținut minte")
- Jiku - este liderul Noblinilor, niște spiriduși magici care se pot transforma în caine și preschimba orice ating în aur.
- Regele Verago - este regele Jaquinilor, precum și tatăl lui Skylar și Nico. El le-a interzis oamenilor să mai vină în Vallestrelia, din cauza unei vechi bătălii dezastruoase cauzate, din greșeală, de către oameni.
- Nico, Ciela și Avion - sunt 3 Jaquini tineri care se antrenează pentru a deveni Gardieni, cu misiunea de a apăra Avalorul de pericole. Nico este fratele mai mic al lui Skylar și unul dintre cei doi fii ai Regelui Verago.

## Personaje negative
- Shuriki - este principalul antagonist al serialului. Shuriki este o vrăjitoare rea care i-a omorat părinții Elenei, a închis-o pe aceasta într-o amuletă magică și a cucerit regatul Avalor. Însă, după ce Elena a fost eliberată, aceasta împreună cu tot restul regatului au recucerit Avalorul și au alungat-o pe Shuriki. Acum ea se ascunde într-o colibă în pădure și le-a promis lui Victor și Carla puteri magice, dacă o vor ajuta să recucerească Avalorul. Apare în filmul "Elena și secretul din Avalor" ca răufăcător principal, și la finalul episodului dublu "Tăramul Jaquinilor".
- Fiero - este un Malvago (un vrăjitor rău) și un fost prieten al bunicului lui Mateo, Alacazar. Gelos că nu a fost el numit vrăjitor regal, Fiero a început un plan de răzbunare și a devenit Malvago. În episodul "Fermecat", el se furișează în castel în timpul petrecerii date în cinstea lui Mateo care a devenit noul vrăjitor regal. Fiero încearcă să fure cartea de vrăji numită Codex Maru, dar este oprit de Mateo care îi respinge vraja și îl transformă într-o statuie de piatră.
- Orizaba - este o zană molie rea din lumea spiritelor. Ea dorește să creeze o noapte veșnică în Avalor, cu ajutorul unui artefact numi Ochiul Nopții. Orizaba apare în episodul "Sceptrul magic", unde este eliberată din lumea spiritelor pe parcursul eclipsei solare. Totuși, ea este învinsă de Elena care folosește sceptrul regal pentru a distruge Ochiul, trimițand-o pe Orizaba înapoi în lumea spiritelor pe vecie.
- Troyo - este un coiot magic care apare în episodul "Zborul Jaquinilor". El obișnuea să păcălească persoane să facă lucruri rele și să întindă capcane, pană cand ar fi fost numit Regele Junglei. În acest caz, el îi prinde pe Ciela și Avion, iar apoi și pe Elena, Luna și Migs. Din fericire, Skylar și Nico sunt mai deștepți decat el și îi întind o capcană, legandu-l cu niște liane. La final, Noblinii transformă lianele în aur pentru a-l opri să scape și îl iau cu ei.
- Victor și Carla Delgado - sunt antagoniști majori ai serialului. Victor este un fost prieten al Cancelarului Esteban care, împreună cu acesta, a ajutat-o pe Shuriki să preia controlul Avalorului. Dar el și fiica lui, Carla, au fost izgoniți din Avalor pentru ani de zile, pană la încoronarea Prințesei Elena. Ei apar prima dată în episodul "Regele carnavalului", unde se prefac că sunt prietenoși și amabili, dar de fapt au venit să fure bijuteriile din trezoreria castelului. Ei l-au pus pe Esteban să facă acest lucru pentru ei, altfel ar fi dezvăluit faptul că a ajutat-o pe Shuriki. Dar, la final, Esteban și Elena îi opresc iar cei doi sunt din nou alungați. Se întorc în episodul "Tăramul Jaquinilor", unde se furișează în Vallestrelia și o eliberează pe Marimonda. Ei se folosesc de diversiunea creată de aceasta pentru a fura o nestemată puternică pe care i-o aduc lui Shuriki, care își mai recapătă puțin din puterile ei magice și le promite celor doi să-i facă Malvago.
- Marimonda - este un spirit al pădurii care poate controla plantele și își dorește ca acestea să ocupe întreg Avalorul, chiar dacă acest lucru presupune distrugerea tuturor clădirilor și caselor. Ea este eliberată în episodul "Tăramul Jaquinilor" și pornește să distrugă Avalorul cu plantele ei. Dar este oprită de Elena care o închide într-un borcan magic și o aduce înapoi în Vallestrelia.
- Cruz - este un Jaquin care a fost următorul în linie pentru a fi noul șef al clanului Jaquin din Avalor. El a apărut pentru prima dată în "Un spion în palat", rolul său major a fost în "Shapeshifters", unde șeful Zephyr își ia poziția din cauza faptului că nu l-a ascultat și a refuzat să învețe. Înfuriat, îl încuie pe șeful Zephyr într-o peșteră și o înscă pe Elena și pe prietenii ei pentru dispariția sa. Elena a reușit să-l elibereze pe Zephyr și să-i șteargă numele, apoi l-a ajutat să-l prindă pe Cruz și să-l încuie pentru trădare. Cruz a jurat că se va întoarce cu ajutorul surorii sale. Se întoarce în "Cursa pentru tărâm" (după ce a fost eliberat de Troyo), unde el și Vestia își unesc forțele cu Shuriki. Începând cu "Cântecul Sirenelor", după ce Elena a înfrânt-o pe Shuriki, iar Mateo l-a transformat pe Fiero înapoi într-o statuie, Cruz și sora sa scapă cu Victor și Carla Delgado cu Sceptrul Bijuterului Nopții în posesia lor. El și Vestia îi abandonează pe Victor și Carla în "Snow Place Like Home" din cauza faptului că Victor l-a insultat constant și mai târziu s-au răscumpărat în "Not Without My Magic". În "Ziua Încoronării", el ia parte la lupta împotriva Ash și Four Shades of Awesome.
- Vestia - este un Jaquin și sora geamănă a lui Cruz. Ea și fratele ei își unesc forțele cu Shuriki în "Cursa pentru tărâm" după ce Troyo îl scoate pe Cruz din închisoare. Începând cu "Cântecul Sirenelor", după ce Elena a înfrânt-o pe Shuriki, iar Mateo a transformat Fiero înapoi într-o statuie, Vestia și fratele ei au scăpat cu Victor și Carla Delgado cu Sceptrul Bijuterului Nopții în posesia lor. Ea și fratele ei îi abandonează pe Victor și Carla în "Snow Place Like Home" din cauza faptului că Victor l-a insultat constant pe Cruz și mai târziu s-au răscumpărat în "Not Without My Magic". În "Ziua Încoronării", ea ia parte la lupta împotriva Ash și Cei Patru Nuanțe de Awesome.
- Ducele Cristóbal - este vărul Elenei și conducătorul Nueva Vesta care apare în sezonul 2 special "Cântecul Sirenelor". Mai târziu, s-a dovedit că este loial lui Shuriki, după ce a fost de acord să o ajute să preia Avalor în schimbul aurului. După înfrângerea lui Shuriki, el este capturat și arestat pentru că și-a trădat propria familie.
- Malandros - sunt creaturi rele care se conturează ca delfinii, care sunt dușmani cunoscuți ai sirenelor. Ele apar pentru prima dată în "Mareele schimbării". Când Daria este reticentă în a face pace cu oamenii, ea face un acord cu malandroii pentru a împiedica semnarea tratatului de pace dintre oameni și sirene, doar pentru ca malandroii să o treacă de două ori și să preia regatul sirenelor după ce au distrus toate alarmele coralilor folosite pentru a-i ține pe malandroi departe. Elena și prietenii ei reușesc să-i ajute pe sirene să-i învingă pe malandroi reparând una dintre alarmele de corali, care îi alungă.
- Ash Delgado - este soția lui Victor și mama Carlei, care este malvago. Ea se reîntâlnește cu familia ei în "Snow Place Like Home" și se dezvăluie în "Not Without My Magic" că ea a fost de formare pentru a fi un Malvago de mai mulți ani. Ea și Victor continuă să se certe pentru că nu se întoarce în familie de ani de zile (partea lui Victor) și el nu o așteaptă cu Carla (partea lui Ash), dar se împacă când Victor îi arată lui Ash Sceptrul Bijuterului Nopții. Ash decide apoi să-l folosească pentru a deveni cel mai puternică Malvago din lume și să o răstoarne pe Prințesa Elena alături de Victor și Carla. În "Naomi cunoaște mai bine", ea lucrează cu familia ei pentru a fura magia Elenei, dar sunt dejucate, ceea ce duce la distrugerea Sceptrului Bijuterului Nopții și capturarea lui Victor. Ea este în cele din urmă capturată în "The Magic Within", dar ea și familia ei reușesc să scape cu ajutorul lui Esteban. Când Victor și Carla decid în cele din urmă să nu o mai ajute, ea își abandonează familia și pleacă cu Esteban. În "Căpitanul Mateo", ea lucrează cu mentorul ei Zopilote pentru a-l învăța pe Esteban (care în cele din urmă devine un aliat pentru ei în "Dreamcatcher") cum să-și folosească noile puteri magice. După înfrângerea lui Zopilote în "Spiritul Vrăjitorului", ea și Esteban încearcă să adune o armată de oameni magici pentru a prelua Avalor. În "Ziua Încoronării", după ce a căzut în partea întunecată a lumii spiritelor cu Elena după lansarea celor patru nuanțe ale minunatului, ea concurează împotriva Elenei într-un joc de Olaball în încercarea de a se întoarce în lumea muritoare. După ce Elena află că oricine câștigă jocul trebuie să rămână în lumea spiritelor, ea pierde intenționat, permițându-i să se întoarcă în lumea muritoare, în timp ce Ash rămâne prinsă în lumea spiritelor pentru totdeauna.
- Sanza - este un ghid spiritual jaguar verde necinstit care apare pentru prima dată în "Floarea luminii" unde încearcă să distrugă portalul care leagă lumea muritoare și cea a spiritelor și îi mituiește pe Felicia și Guillermo să-l ajute. Deși reușește, Elena și prietenii reușesc să restaureze portalul cu ajutorul Feliciei. El este apoi capturat și arestat de Zuzo. El este văzut pentru scurt timp în "Ziua Încoronării" urmărindu-i pe Elena și Ash cum concurează într-un turneu Olaball.
- Zopilote - este mentorul lui Ash care a instruit-o cum să fie malvago și apare pentru prima dată în "Sora invenției". El se poate transforma într-un vultur. În "Căpitanul Mateo", el și Ash îl ajută să-l antreneze pe Esteban (care în curând devine un aliat în "Dreamcatcher") cu puterile sale magice nou dobândite. În "Spiritul unui vrăjitor", el este transformat într-o pasăre obișnuită după o încercare eșuată de a fura sceptrul Elenei cu Cenușă și Esteban. În "Ziua Încoronării", se dezvăluie că a murit recent înainte de episod. Mai târziu, el concurează într-un turneu Olaball împotriva Elenei alături de Ash.
- Tito - este un bandit care apare pentru prima dată în "Echipa Isa". El poate controla mințile oamenilor jucând cu chitara lui magica. După ce a preluat controlul asupra Elenei și a prietenilor ei, Isabel lucrează cu prietenii ei pentru a-i ajuta să-i dejuce schema și să-i rupă chitara, eliberând-o pe Elena și pe prietenii săi de sub controlul său. El este apoi capturat și arestat pentru crimele sale.
- Chatana - este o vrăjitoare rea, cu aripi, care apare pentru prima dată în "The Last Laugh", unde este eliberată fără voia ei din închisoare de către Elena și Mateo. După ce i-a întâlnit pe Ash și Esteban, ea își unește forțele cu ei în încercarea lor de a prelua Avalor în schimbul întoarcerii diademei ei magice. Ea își întâlnește înfrângerea în "Ziua Încoronării".
- Cele patru nuante de Awesome - sunt un grup de patru zeități rele care au fost întemnițate în partea întunecată a lumii spiritelor. Ele apar doar în "Ziua Încoronării". După ce au fost eliberați de Cenușă, ei au început să fac ravagii în Avalor până când au fost opriți de Elena și Esteban și s-au întors în lumea spiritelor.

## Prezentarea generală a seriei
| Sezonul | Episoade | Difuzare Disney Channel România | Difuzare Disney Channel România |
| Sezonul | Episoade | Primul episod                   | Ultimul episod                  |
| ------- | -------- | ------------------------------- | ------------------------------- |
| 1       | 26       | 29 octombrie 2016               | 30 octombrie 2017               |
| 2       | 25       | 19 mai 2018                     | 18 aprilie 2019                 |
| 3       | 31       | 25 aprilie 2020                 | 13 martie 2021                  |

## Episoade

### Sezonul 1 (2016 - 2017)
| Episodul | Titlu                            | Premiera Originală | Premiera în România |
| -------- | -------------------------------- | ------------------ | ------------------- |
| 1        | "Prima zi de domnie"             | 22 iulie 2016      | 29 octombrie 2016   |
| 2        | "Sora model"                     | 22 iulie 2016      | 30 octombrie 2016   |
| 3        | "Încins de tot"                  | 29 iulie 2016      | 5 noiembrie 2016    |
| 4        | "Insula tinereții"               | 12 august 2016     | 6 noiembrie 2016    |
| 5        | "Fermecat"                       | 26 august 2016     | 12 noiembrie 2016   |
| 6        | "Găsiți țopăitorii"              | 16 septembrie 2016 | 13 noiembrie 2016   |
| 7        | "Prințul prea frumos"            | 23 septembrie 2016 | 19 noiembrie 2016   |
| 8        | "Schimbul de cadouri"            | 30 septembrie 2016 | 20 noiembrie 2016   |
| 9        | "O zi de ținut minte"            | 16 octombrie 2016  | 26 noiembrie 2016   |
| 10       | "Sceptrul magic"                 | 4 noiembrie 2016   | 27 noiembrie 2016   |
| 11       | "Navidad"                        | 9 decembrie 2016   | 29 aprilie 2017     |
| 12       | "Olaball"                        | 25 februarie 2017  | 6 mai 2017          |
| 13       | "Zborul Jaquinilor"              | 4 martie 2017      | 14 mai 2017         |
| 14       | "Printre cristale"               | 11 martie 2017     | 21 mai 2017         |
| 15       | "Prințesa cavaler"               | 18 martie 2017     | 28 mai 2017         |
| 16       | "Întoarcerea Căpitanului Turner" | 8 aprilie 2017     | 9 septembrie 2017   |
| 17       | "Regele carnavalului"            | 22 aprilie 2017    | 17 septembrie 2017  |
| 18       | "Draga mea Naomi"                | 6 mai 2017         | 23 septembrie       |
| 19       | "Spiritul Maimuțărelilor"        | 30 iunie 2017      | 1 octombrie 2017    |
| 20       | "Vrăjitor în formare"            | 21 iulie 2017      | 7 octombrie 2017    |
| 21       | "Tărâmul Jaquinilor"             | 12 august 2017     | 25 noiembrie 2017   |
| 22       | "Tărâmul Jaquinilor"             | 12 august 2017     | 25 noiembrie 2017   |
| 23       | "Povestea lui Gecko"             | 18 august 2017     | 27 octombrie 2017   |
| 24       | "Petrecerea vieții"              | 25 august 2017     | 28 octombrie 2017   |
| 25       | "Mocofanii"                      | 16 septembrie 2017 | 29 octombrie 2017   |
| 26       | "Măștile magiei"                 | 1 octombrie 2017   | 30 octombrie 2017   |

### Sezonul 2 (2017 - 2018)
| Episodul | Titlu                         | Premiera Originală | Premiera în România |
| -------- | ----------------------------- | ------------------ | ------------------- |
| 1        | "Nestemata din Maru"          | 14 octombrie 2017  | 19 mai 2018         |
| 2        | "Concurență regală"           | 28 octombrie 2017  | 19 mai 2018         |
| 3        | "Blestemul lui El Guapo"      | 11 noiembrie 2017  | 26 mai 2018         |
| 4        | "Trei Jaquini și o prințesă"  | 18 noiembrie 2017  | 2 iunie 2018        |
| 5        | "Un spion în palat"           | 25 noiembrie 2017  | 9 iunie 2018        |
| 6        | "Târgul de științe"           | 24 februarie 2018  | 16 iunie 2018       |
| 7        | "Ascensiunea vrăjitoarei"     | 3 martie 2018      | 28 ianuarie 2019    |
| 8        | "Schimbare de formă"          | 10 martie 2018     | 29 ianuarie 2019    |
| 9        | "Sceptrul nopții"             | 17 martie 2018     | 30 ianuarie 2019    |
| 10       | "Cursa pentru tărâm"          | 14 iulie 2018      | 31 ianuarie 2019    |
| 11       | "Povestea celor două sceptre" | 21 iulie 2018      | 1 februarie 2019    |
| 12       | "Comportamentul în clasă"     | 28 iulie 2018      | 4 februarie 2019    |
| 13       | "Târgul regatelor"            | 4 august 2018      | 5 februarie 2019    |
| 14       | "Poveste cu lavă"             | 11 august 2018     | 9 aprilie 2019      |
| 15       | "Cântecele sirenelor"         | 21 septembrie 2018 | 7 februarie 2019    |
| 16       | "Cântecele sirenelor"         | 21 septembrie 2018 | 8 februarie 2019    |
| 17       | "Mareele schimbării"          | 13 octombrie 2018  | 8 aprilie 2019      |
| 18       | "Întoarcerea lui El Capitan"  | 27 octombrie 2018  | 12 aprilie 2019     |
| 19       | "În căutarea lui Zuzo"        | 3 noiembrie 2018   | 6 februarie 2019    |
| 20       | "Un loc de zăpadă ca acasă"   | 24 noiembrie 2018  | 15 aprilie 2018     |
| 21       | "Două aripi stângi"           | 19 ianuarie 2019   | 10 aprilie 2019     |
| 22       | "Un pas înainte"              | 16 februarie 2019  | 11 aprilie 2019     |
| 23       | "Nu fără magia mea"           | 23 martie 2019     | 16 aprilie 2019     |
| 24       | "Marea săritură a Lunei"      | 27 aprilie 2019    | 17 aprilie 2019     |
| 25       | "Naomi știe mai bine"         | 1 iulie 2019       | 18 aprilie 2019     |

### Sezonul 3 (2019 - 2020)
| Episodul | Titlu                          | Premiera Originală | Premiera în România |
| -------- | ------------------------------ | ------------------ | ------------------- |
| 1        | "Sora invențiilor"             | 7 octombrie 2019   | 25 aprilie 2020     |
| 2        | "Salvați Pasărea Soarelui"     | 8 octombrie 2019   | 3 mai 2020          |
| 3        | "Tatăl căpitan"                | 9 octombrie 2020   | 26 aprilie 2020     |
| 4        | "Incredibila micșorare regală" | 10 octombrie 2019  | 2 mai 2020          |
| 5        | "Premiul Nobel pentru pace"    | 11 octombrie 2019  | 9 mai 2020          |
| 6        | "Magia din interior"           | 13 octombrie 2019  | 10 mai 2020         |
| 7        | "Magia din interior"           | 13 octombrie 2019  | 17 mai 2020         |
| 8        | "Floarea luminii"              | 16 octombrie 2019  | 17 mai 2020         |
| 9        | "Căpitanul Mateo"              | 17 octombrie 2019  | 24 mai 2020         |
| 10       | "Andrenalină zaharată"         | 18 octombrie 2019  | 23 mai 2020         |
| 11       | "Comoara familiei"             | 21 octombrie 2019  | 30 mai 2020         |
| 12       | "Paznicul viselor"             | 22 octombrie 2019  | 16 ianuarie 2021    |
| 13       | "Schimbarea gărzii"            | 23 octombrie 2019  | 17 ianuarie 2021    |
| 14       | "Regele Skylar"                | 24 octombrie 2019  | 23 ianuarie 2021    |
| 15       | "Spiritul unui vrăjitor"       | 25 octombrie 2019  | 24 ianuarie 2021    |
| 16       | "Echipa Isa"                   | 15 noiembrie 2019  | 30 ianuarie 2021    |
| 17       | "Ultimul râset"                | 22 noiembrie 2019  | 31 ianuarie 2021    |
| 18       | "Festivalul luminilor"         | 6 decembrie 2019   | 6 februarie 2021    |
| 19       | "Croaziera aventuroasă"        | 10 ianuarie 2020   | 7 februarie 2021    |
| 20       | "Pași uriași"                  | 7 februarie 2020   | 13 februarie 2021   |
| 21       | "Stele căzătoare"              | 6 martie 2020      | 14 februarie 2021   |
| 22       | "Curs intensiv"                | 3 aprilie 2020     | 20 februarie 2021   |
| 23       | "Ziua iubirii"                 | 8 mai 2020         | 21 februarie 2021   |
| 24       | "Luptătoarea fulgerătoare"     | 19 iulie 2020      | 27 februarie 2021   |
| 25       | "Dia de las Madres"            | 26 iulie 2020      | 28 februarie 2021   |
| 26       | "Inimă de jaguar"              | 2 august 2020      | 6 martie 2021       |
| 27       | "Ziua liberă a Elenei"         | 9 august 2020      | 7 martie 2021       |
| 28       | "Să fiu sau nu regină?"        | 16 august 2020     | 13 martie 2021      |
| 29       | "Ziua Încoronării"             | 23 august 2020     | 13 martie 2021      |
| 30       | "Ziua Încoronării"             | 23 august 2020     | 13 martie 2021      |
| 31       | "Ziua Încoronării"             | 23 august 2020     | 13 martie 2021      |

## Premiere internaționale
| Țara                       | Canalul                         | Data              |
| -------------------------- | ------------------------------- | ----------------- |
| Statele Unite ale Americii | Disney Channel                  | 22 iulie 2016     |
| Canada                     | Disney Channel                  | 22 iulie 2016     |
| Spania                     | Disney Channel                  | 8 octombrie 2016  |
| Portugalia                 | Disney Channel                  | 8 octombrie 2016  |
| Franța                     | Disney Channel                  | 21 octombrie 2016 |
| Elveția                    | Disney Channel                  | 21 octombrie 2016 |
| Polonia                    | Disney Channel                  | 29 octombrie 2016 |
| Ungaria                    | Disney Channel                  | 29 octombrie 2016 |
| România                    | Disney Channel România          | 29 octombrie 2016 |
| Brazilia                   | Disney Channel                  | 5 noiembrie 2016  |
| Argentina                  | Disney Channel (America Latină) | 5 noiembrie 2016  |
| Italia                     | Disney Channel                  | 5 noiembrie 2016  |
| Asia                       | Disney Channel Asia             | 13 noiembrie 2016 |